# Tubeufia heterodermiae
Tubeufia heterodermiae är en svampart som beskrevs av Etayo 2002. Tubeufia heterodermiae ingår i släktet Tubeufia och familjen Tubeufiaceae.   Inga underarter finns listade i Catalogue of Life.